# Altijež
Altijež je majhen nenaseljen otok v Jadranskem morju. Pripada Hrvaški.
Po državnem programu za zaščito in uporabo MPNNo ter glede na demografske razmere in gospodarski razvoj je Altijež razvrščen v skupino »majhnih, občasno naseljenih in nenaseljenih otokov in otočkov«.
V državnem programu za zaščito in uporabo majhnih, občasno naseljenih in nenaseljenih otokov ter okoliškega morja Ministrstva za regionalni razvoj in sklade Evropske unije je otok Altijež uvrščen med kamnite otoke. Ima površino 6.271 m2 in obalno površino 310 m. Pripada mestu Poreč.